# Довел (Илиноис)
Довел (енгл. Dowell) град је у америчкој савезној држави Илиноис.

## Демографија
По попису из 2010. године број становника је 408, што је 33 (-7,5%) становника мање него 2000. године.
| Група             | 2000.       | 2010.       |
| Белци             | 432 (98,0%) | 401 (98,3%) |
| Афроамериканци    | 1 (0,2%)    | 0 (0,0%)    |
| Азијати           | 0 (0,0%)    | 0 (0,0%)    |
| Хиспаноамериканци | 2 (0,5%)    | 6 (1,5%)    |
| Укупно            | 441         | 408         |